# Rakim Jarrett
Rakim Jarrett (Palmer Park, 24 gennaio 2001) è un giocatore di football americano statunitense che milita nel ruolo di wide receiver per i Tampa Bay Buccaneers della National Football League (NFL).

## Carriera
Al college Jarrett giocò a football a Maryland. Dopo non essere stato scelto nel Draft, il 12 maggio firmò con i Tampa Bay Buccaneers. Il 29 agosto 2023 fu annunciato che era rientrato tra i 53 uomini del sport per l’inizio della stagione regolare. Il 22 novembre fu inserito in lista infortunati. Tornò nel roster attivo il 5 gennaio 2024 e chiuse la sua prima stagione con 4 ricezioni per 60 yard in 10 presenze, nessuna delle quali come titolare.